# 18 giugno
Il 18 giugno è il 169º giorno del calendario gregoriano (il 170º negli anni bisestili). Mancano 196 giorni alla fine dell'anno.

## Eventi
- 1053 – Nella battaglia di Civitate i Normanni sconfiggono l'esercito di papa Leone IX;
- 1146 – La flotta del Regno di Sicilia guidata da Giorgio d'Antiochia attacca Tripoli; verrà conquistata al termine di tre giorni di assedio;
- 1155 – Federico I di Svevia viene incoronato imperatore a Roma da papa Adriano IV;
- 1156 – Stipula del Trattato di Benevento tra papa Adriano IV e Guglielmo I di Sicilia;
- 1178 – Cinque monaci di Canterbury osservano «due corni di luce» levarsi dalla superficie della Luna e cercano di capirne la causa, arrivando alla conclusione che dipendessero dalle oscillazioni della distanza della Luna dalla Terra (nell'ordine dei metri); in realtà erano le colonne di polveri e detriti sollevate sulla superficie lunare dall'impatto di un meteorite che ha formato il cratere Giordano Bruno;
- 1264 – A Castledermot si riunisce per la prima volta il Parlamento irlandese;
- 1429 – I francesi guidati da Giovanna d'Arco vincono la battaglia di Patay contro gli inglesi di Sir John Fastolf;
- 1575 – Si combatte la battaglia di Nagashino fra la coalizione dei clan Oda e Tokugawa e le forze di Takeda Katsuyori;
- 1685 – Ribellione di Monmouth: James Scott, I duca di Monmouth, si dichiara re d'Inghilterra a Taunton;
- 1767 – Il capitano inglese Samuel Wallis scopre Tahiti;
- 1778 – Stati Uniti d'America, guerra d'indipendenza americana: le truppe britanniche abbandonano Filadelfia;
- 1812 – Stati Uniti d'America, guerra del 1812: il Congresso degli Stati Uniti dichiara guerra al Regno Unito di Gran Bretagna e Irlanda;
- 1815 – Guerre napoleoniche: la sconfitta di Napoleone Bonaparte nella battaglia di Waterloo porta alla sua abdicazione dal trono di Francia per la seconda volta;
- 1836 – Il generale Alessandro La Marmora istituisce il corpo militare dei Bersaglieri;
- 1858 – Charles Darwin riceve da Alfred Russel Wallace un documento che contiene conclusioni quasi identiche alle sue sull'evoluzione, il che spinge Darwin a pubblicare il prima possibile la sua teoria: uscirà l'anno successivo nel volume L'origine delle specie;
- 1873 – La femminista Susan B. Anthony viene multata 100 dollari per aver tentato di votare, benché donna, alle elezioni presidenziali statunitensi;
- 1887 – Germania e Russia firmano il Trattato di controassicurazione;
- 1900 – Cixi, la vedova dell'imperatore cinese, ordina che siano uccisi tutti gli stranieri, inclusi i diplomatici e i loro familiari;
- 1908
  - La nave Kasato-maru sbarca a Santos con a bordo 781 emigrati giapponesi, segnando l'inizio della massiccia emigrazione giapponese in Brasile;
  - Fondazione dell'Università delle Filippine;
- 1923 – USA: la Checker Cab mette in strada il suo primo taxi;
- 1928 – Amelia Earhart diventa la prima donna ad attraversare in aeroplano l'Oceano Atlantico;
- 1940
  - Terza Repubblica francese: Appello del 18 giugno di Charles de Gaulle;
  - Winston Churchill pronuncia il Discorso dell'ora migliore;
- 1943 – Seconda guerra mondiale: Vito Procida e Francesco Cargnel, membri degli Arditi distruttori della Regia Aeronautica, colpiscono l'aeroporto di Bengasi in mano agli Alleati, facendo esplodere 20 mezzi fra caccia e bombardieri;
- 1945 – William Joyce (Lord Haw-Haw) viene accusato di tradimento;
- 1946 – Proclamazione ufficiale della Repubblica Italiana;
- 1953 – Un C-124 dell'USAF si schianta vicino a Tokyo causando 129 vittime;
- 1954 – Pierre Mendès France diventa presidente del consiglio di Francia;
- 1958 – Prima assoluta dell'opera lirica Noye's Fludde di Benjamin Britten al Festival di Aldeburgh;
- 1965 – Guerra del Vietnam: gli Stati Uniti d'America attaccano i guerriglieri del Fronte di Liberazione Nazionale nel Vietnam del Sud con bombardieri B-52;
- 1979 – Gli Stati Uniti d'America e l'Unione Sovietica firmano l'accordo SALT II;
- 1982 – A Londra sotto il Ponte dei Frati Neri viene trovato il cadavere del banchiere italiano Roberto Calvi: è l'epilogo della vicenda del bancarottiere Michele Sindona dopo l'omicidio Ambrosoli;
- 1983 – Sally Ride diventa la prima donna americana nello spazio con la missione STS-7;
- 1984 – Orgreave, Yorkshire del Sud: 20000 tra poliziotti e minatori ingaggiano violentissimi scontri in quella che prenderà il nome di battaglia di Orgreave, la pagina più drammatica dello sciopero dei minatori britannici che si opponevano alla chiusura di venti miniere di carbone, come deciso dal governo conservatore di Margaret Thatcher;
- 1989 – La Birmania viene rinominata Myanmar;
- 1996 – Benjamin Netanyahu diventa il primo ministro d'Israele;
- 1999 – Esce nelle sale cinematografiche statunitensi il film Tarzan, 37º Classico Disney;
- 2009 – Jammie Thomas-Rasset viene trovata colpevole di condivisione illegale di 24 brani musicali sulla piattaforma online KaZaA Media Desktop e per questo multata per 1 920 000 dollari, pari a 80 000 $ per brano, diventando la prima persona singola a essere condannata per il reato di infrazione del copyright[1];
- 2023 – Il sommergibile Titan, utilizzato per escursioni che permettono di vedere il relitto del Titanic, scompare con cinque persone a bordo[2].

## Nati
Ci sono circa 1 150 voci su persone nate il 18 giugno; vedi la pagina Nati il 18 giugno per un elenco descrittivo o la categoria Nati il 18 giugno per un indice alfabetico.

## Morti
Ci sono circa 490 voci su persone morte il 18 giugno; vedi la pagina Morti il 18 giugno per un elenco descrittivo o la categoria Morti il 18 giugno per un indice alfabetico.

## Feste e ricorrenze

### Civili
Nazionali:
- Italia - Anniversario della costituzione della specialità dei Bersaglieri (1836)
- Italia - Festa europea della musica a Lucca (1º giorno)

### Religiose
Cristianesimo:
- Sant'Alena, vergine e martire
- Sant'Amando di Bordeaux, vescovo
- San Calogero di Sicilia, eremita
- Santi Ciriaco e Paola, martiri
- Santa Elisabetta di Schönau, religiosa
- Sant'Equizio diacono
- Sant'Erasmo, anacoreta e confessore
- San Gregorio Barbarigo, vescovo
- Sant'Ilia Ch'avch'avadze il Giusto, martire (Chiese orientali)
- Santi Leonzio, Ipazio e Teodulo, martiri
- Santi Marco e Marcelliano, martiri
- Santa Marina di Bitinia, monaca
- Santi Potentino, Felicio e Simplicio, eremiti
- Beata Marina di Spoleto, agostiniana
- Beata Osanna Andreasi da Mantova, vergine domenicana
- Beato Pietro Sanchez, mercedario